# Гасдрубал Красивий
Гасдрубал, Гасдрубал Красивий (фінік. 𐤏𐤆𐤓‬𐤁‬𐤏𐤋) — карфагенський полководець і державний діяч III ст. до н. е., ватажок демократичного руху.
Домігся відсторонення від влади Ганнонідів і розширення прав народних зборів, які, зокрема, отримали повноваження обирати командувача (рабімаханата). Першим командувачем «голосами громадян» став тесть Гасдрубала Гамількар Барка. Був одним з ініціаторів розширення карфагенських володінь в Іспанії. Після загибелі Гамількара у 228 р. до н. е. Гасдрубал сам очолив експедиційний корпус і, завдяки підтримці своїх прихильників, домігся визнання свого «обрання» народними зборами Карфагена. Завдав нищівної поразки оріссам, приєднавши дванадцять їхніх міст до карфагенських володінь. У відносінах з іншими іберами віддавав перевагу дипломатичним методам, одружився другим шлюбом на доньці одного з місцевих ватажків. Переніс адміністративний центр пунійської Іспанії до заснованого ним міста Карфаген (пізніше — Новий Карфаген, зараз Картахена). А в 226 р. до н. е. Гасдрубал уклав угоду з римлянами, за якою північним кородом пунійських володінь визнавалася річка Ібер. Подейкували, що це мало б забезпечити нейтралітет Рима під час демократичного перевороту в Карфагені. Саме для здійснення такого перевороту Гасдрубал невдовзі і вирушив на батьківщину. Проте швидко переконався, що сил для захоплення влади у демократів замало, тож знову вирушив до Іспанії, де загинув від рук одного з місцевих мешканців — раба, який таким чином нібито помстився за смерть свого пана.